# ヴィットリオ・ガスマン
ヴィットリオ・ガスマン（Vittorio Gassman, 1922年9月1日 - 2000年6月29日）は、イタリア・ジェノヴァ出身の俳優、監督、脚本家、作家で演劇、映画、テレビで活躍した。
1959年に司会を務めた同名のテレビ番組にちなんでイル・マッタトーレの愛称で親しまれる彼は、イタリアを代表する名優の一人であり、その独特の芝居がかった立ち居振る舞いと語法、そして絶対的なプロフェッショナリズム、多才さ、人心掌握術で記憶されている。 演劇界に深く根を下ろした芸術家であり、イタリア劇場の創設者であり演出家であった。イタリア国内外での長いキャリアには、大作だけでなく、広く人気を博した数多くのディヴェルティスマンも含まれる。
アルベルト・ソルディ、ウーゴ・トニャッツィ、ニーノ・マンフレーディ、マルチェロ・マストロヤンニらと共に、イタリア喜劇界で最も偉大なパフォーマーの一人とされている。

## 略歴

### 生いたち
ドイツのカールスルーエ出身でイタリアに移民したドイツ人土木技師ハインリッヒ・ガスマンと、ユダヤ教ピサン派信徒のルイザ・アンブロシ（旧姓アンブルーン）のユダヤ系の裕福な家庭に生まれ、1922年に現在のジェノヴァ自治州ストルッパで生まれる。1934年、ファシストとナチスの時代の真っ只中、未亡人となった母親は戸籍役場で姓を変更し、同時に子供たちの姓からも最後の「n」を削除した 。
この間、5 歳の時、父親がフェロベトン建設会社の団地建設に携わっていたレッジョ・カラブリア県のパルミで1年間暮らす。ディーノ・リージ監督の映画『Il mattatore（ショーマン）』（1960年）の中で引用されるほど、このカラブリアでの短い体験の思い出をしばしば語り、愛着を持ち続けた。

### 1940年代
その後、6歳の時、一家はローマに移り住み、ライモンド・ヴィアネッロと同時期にトルクァート・タッソ高校を卒業し、法律学校に入学（ただし卒業はしなかった）、またイタリア国立演劇芸術アカデミーにも通った。この学校にはパオロ・ストッパ、リナ・モレッリ、アドルフォ・チェリ、ルイジ・スクァルツィーナ、エリオ・パンドルフィ、ロッセッラ・ファルク、レア・パドヴァーニ、後にパオロ・パネッリ、ニーノ・マンフレディ、ティノ・ブアッツェッリ、ジャンリコ・テデスキ、モニカ・ヴィッティ、ルカ・ロンコーニらも学んだ。1942年には、ブルーノ・ムッソリーニととも大学代表チームの一員として選手権決勝戦を戦った。
1942年にミラノで舞台デビュー。1943年にダリオ・ニッコデミの『ネミカ（Nemica）』でアルダ・ボレッリと共演した。その後、ローマのエリセオ劇場でティノ・カラーロ、エルネスト・カリンドリとトリオを組み、ブルジョワ・コメディからインテリ演劇まで変幻自在にさまざまな作品に出演。
ルキノ・ヴィスコンティのカンパニーで、ガスマンはパオロ・ストッパ、リナ・モレッリ、パオラ・ボルボーニらとともに成熟した演技を演じた。テネシー・ウィリアムズの『欲望という名の電車』ではコワルスキーを演じ、シェイクスピアの『お気に召すまま』や、ヴィットリオ・アルフィエリの『オレステス』に出演。 その後、マッシモ・ジロッティ、アルノルド・フォアとともに国立劇場に参加し、『ペール・ギュント』（イプセン）を成功させた。
映画デビューは1945年、カルロ・アルベルト・フェリーチェ監督の『Incontro con Laura』で、この作品は残っておらず、現存する最初の作品はジョヴァンニ・パオルッチ監督の『Preludio d'amore』（1946年）である。 1947年、マリオ・ソルダーティ監督の『さまよえるユダヤ人』で一般にその名を知られるようになり、翌年にはゴッフレード・アレッサンドリーニ監督の『さまよえるユダヤ人』に参加、その2年後には初期ネオリアリズムの傑作のひとつであるジュゼッペ・デ・サンティス監督の『にがい米』で初の大成功を収める。 同年、アルベルト・ダヴェルサ監督の『心に響く声（Una voce nel tuo cuore）』に主演し、コンスタンス・ダウリング、ニーノ・パヴェーゼ、ベニアミーノ・ジッリらとジャーナリスト役を演じた。
1947年、ジャネット・グアルドーネ監督による『ピノキオの冒険』の2度目の映画化で、緑の漁師を演じる。
1946年に映画デビューし、ヴィットリオ・デ・シーカ、エットーレ・スコラ、ディーノ・リージ等の作品で幅広く活躍した。また、チャールズ・ヴィダーやリチャード・フライシャー作品などアメリカ映画にも出演した。

### 1950年代
1952年、ルイジ・スクァルツィーナとともにイタリア芸術劇場（Teatro d'Arte Italiano）を設立し演出を担当。イタリア初の『ハムレット』完全版を上演したほか、セネカの『テュエステース』やアイスキュロスの『ペルシア人 』といった珍しい作品も上演した。1954年にはシラクサでギリシア古典劇の第13回公演としてアイスキュロスの『鎖を解かれたプロメテウス』を上演、1960年にはピエル・パオロ・パゾリーニの『オレステイア』を演出・翻訳した。
1956年、芸術家としてのキャリアの鍵となる年に、ガスマンは名優サルヴォ・ランドーネと『オセロー』を演じ、毎晩ムーア人とイアーゴーを交互に演じた。 同年、キング・ヴィダー監督の『戦争と平和』にアナトーリ・クラーギン役で参加し、イタリア映画史上最も多くの観客を動員した作品となり、国際的な名優としての地位を確立した。その3年後、『Il Mattatore（イル・マッタトーレ）』（ショーマンの意味）というテレビ番組で思いがけない成功を収め、「Il Mattatore」というニックネームは、やがて彼の生涯のあだ名となった。

### 1960年代
1958年にクラウディア・カルディナーレ、トト、メンモ・カロテヌート、マルチェロ・マストロヤンニ、ティベリオ・ムルジャが出演したマリオ・モニチェッリ監督の『いつもの見知らぬ男たち』で大成功を収めた後、1960年代はガスマンの映画キャリアにとって非常に実りの多い時期であることが証明された。 映画界ではそれまで、ジュゼッペ・デ・サンティス監督の『にがい米』（1949年）での成功以降、イタリアでもハリウッドでも、スポーツ映画の役や魅惑的な悪役を演じてきたが、モニチェッリ監督作品の『戦争・はだかの兵隊』（1959年）、二部作『L'armata Brancaleone』（1966年）、『Brancaleone alle crociate』（1970年）など）でコミカルな役柄を演じられる優れた俳優であることを明らかにし、特にディーノ・リージの指揮の下、よりポピュラーな作品ですぐに広く名声を得るようになった。前述の『Il mattatore』の他に、『追い越し野郎』（1962年）、『ローマ進軍』（1962年）、『I mostri』（1963年）、『Il gaucho』（1964年）、『Il tigre』（1967年）、『Il profeta』（1968年）がある。 1969年、アカデミー時代の仲間アドルフォ・チェリ、ルチアーノ・ルチニャーニと自伝的映画『L'alibi』を共同監督。

## 私生活
ガスマンには6人の女性がいたが、いつも女優仲間で、そのうち3人と結婚し、4人の子供がいた：
息子のアレッサンドロ・ガスマンも俳優となった。

### 健康問題
ガスマンはおそらく双極性障害を患っていたようである。

## 死去
2000年6月29日、ローマ市内の自宅で、睡眠中の突然の心臓発作により77歳で死去。 葬儀は7月1日にサン・グレゴリオ・アル・チェリオ教会で執り行われ、映画界やショービジネス界から多くの人々が参列した。遺体は火葬され、遺灰はヴェラーノの記念碑的墓地にあるダンドレア家（3番目の妻の家族）の墓に埋葬された。

## 主な出演作品
＊日本未公開作品の邦題は仮題。
| 公開年 | 邦題（原題）                                                                  | 役名                   | 備考                         |
| ------ | ----------------------------------------------------------------------------- | ---------------------- | ---------------------------- |
| 1945   | ローラとの出会い（Incontro con Laura ）                                       | フランコ               | 日本未公開                   |
| 1946   | 愛のプレリュード（Preludio d'amore ）                                         | ダヴィデ               | 日本未公開                   |
| 1947   | ダニエル・コルティス（Daniele Cortis ）                                       | ダニエル・コルティス   |                              |
| 1947   | ピノキオの冒険（Le avventure di Pinocchio ）                                  | 緑の漁師               |                              |
| 1947   | 大尉の娘（La figlia del capitano ）                                           | シュヴァブリン         |                              |
| 1948   | 神秘の騎士（IL CAVALIERE MISTERIOSO）                                         |                        |                              |
| 1949   | にがい米（Riso amaro ）                                                       | ウォルター             |                              |
| 1949   | シーラ山の狼（Il lupo della Sila ）                                           | ピエトロ               |                              |
| 1951   | 灰色の罠（Il tradimento ）                                                    | レナート               |                              |
| 1951   | アンナ（Anna ）                                                               | ヴィットリオ           |                              |
| 1952   | 摩天楼の影（The Glass Wall ）                                                 | ピーター・カバン       |                              |
| 1953   | 君知るや南の国（Sombrero ）                                                   | アレハンドロ           |                              |
| 1953   | 脱獄者の叫び（Cry of the Hunted ）                                            | ジョリー               |                              |
| 1954   | ラプソディー（Rhapsody ）                                                     | ポール・ブロンテ       |                              |
| 1954   | マンボ（Mambo ）                                                              | マリオ・ロッシ         |                              |
| 1955   | 美女の中の美女（La donna più bella del mondo ）                               | セルゲイ王子           |                              |
| 1956   | 戦争と平和（War and Peace ）                                                  | アナトール・クラーギン |                              |
| 1956   | 我は我が恋をつらぬく（Difendo il mio amore ）                                 | ジョヴァンニ           |                              |
| 1958   | テンペスト（La tempesta ）                                                    | グイド                 |                              |
| 1958   | いつもの見知らぬ男たち（I soliti ignoti ）                                    |                        |                              |
| 1959   | 戦争・はだかの兵隊（La grande guerra ）                                       |                        |                              |
| 1959   | （Audace colpo dei soliti ignoti）                                            | Peppe er pantera       | 日本未公開                   |
| 1959   | 奇蹟（The Miracle ）                                                          |                        |                              |
| 1961   | バラバ（Barabbas ）                                                           | サハク                 |                              |
| 1962   | 追い越し野郎（Il sorpasso ）                                                  | ブルノ                 |                              |
| 1962   | （La marcia su Roma ）                                                        | Domenico Rocchetti     | 日本未公開                   |
| 1964   | もしお許し願えれば女について話しましょう （Se permettete parliamo di donne ） | 男たち                 |                              |
| 1965   | 秘密大戦争（The Dirty Game ）                                                 | ペレゴ／フェラリ       |                              |
| 1967   | カロリーナ（Il tigre ）                                                       | フランチェスコ         |                              |
| 1967   | 女と女と女たち（Woman Times Seven ）                                          | チェンチ               |                              |
| 1973   | 進撃0号作戦（Che c'entriamo noi con la rivoluzione? ）                        | グイード・グイジ       |                              |
| 1974   | あんなに愛しあったのに（C'eravamo tanto amati ）                              | ジャンニ               |                              |
| 1974   | 女の香り（Profumo di donna ）                                                 |                        | カンヌ国際映画祭 男優賞 受賞 |
| 1976   | タタール人の砂漠（Il deserto dei tartari ）                                   | フィリモーレ大佐       |                              |
| 1977   | クィンテット（Quintet ）                                                      | クリストファー         |                              |
| 1978   | ウエディング（A Wedding ）                                                    | ルイジ                 |                              |
| 1980   | 0086笑いの番号（The Nude Bomb ）                                              | セバスチャーニ         |                              |
| 1982   | シャーキーズ・マシーン（Sharky's Machine ）                                   | ヴィクター             |                              |
| 1987   | ラ・ファミリア（La famiglia ）                                                | カルロ                 |                              |
| 1990   | パレルモ（Dimenticare Palermo ）                                              |                        |                              |
| 1990   | シェーラザード/新・千夜一夜物語（Les 1001 nuits ）                            |                        |                              |
| 1994   | ソドムとゴモラ（Abraham ）                                                    | テラ                   | テレビ映画                   |
| 1996   | スリーパーズ（Sleepers ）                                                     | キング・ベニー         |                              |
| 1997   | デザート・オブ・ファイアー（DESERTO DI FUOCO）                                |                        | テレビ映画                   |
| 1998   | 星降る夜のリストランテ（La cena ）                                            | ペズッロ教授           |                              |
| 2008   | ルキノ・ヴィスコンティの世界（LUCHINO VISCONTI: LIFE AS IN A NOVEL）          |                        | アーカイヴ映像               |